# Dave Cadigan
David Patrick Cadigan (Needham, 6 aprile 1965) è un ex giocatore di football americano statunitense che ha giocato nel ruolo di offensive lineman nella National Football League. Al college giocò a football a USC.

## Carriera professionistica
Cadigan fu scelto come ottavo assoluto nel Draft NFL 1988 dai New York Jets. Vi giocò per sei stagioni fino al 1993, dopo di che disputò 13 partite, tutte come titolare, coi Cincinnati Bengals nel 1994, anno alla fine del quale si ritirò.

## Statistiche
| Partite             | 82 |
| Partite da titolare | 64 |